# 湯沢質幸
湯沢 質幸（ゆざわ ただゆき、1943年 - ）は、日本の言語学者。専門は日本語史と日本における漢字・漢字音受容史。筑波大学名誉教授。1983年、佐伯国語学賞。

## 経歴
1943年、群馬県に生まれる。1971年、東京教育大学大学院文学研究科修士課程修了。1976年、山形大学助教授　1986年、筑波大学文芸言語学系助教授、1992年、筑波大学文芸言語学系教授、2004年、筑波大学大学院人文社会科学研究科教授、2007年、京都女子大学文学部教授。

## 著書
- 湯沢質幸『唐音の研究』勉誠社　1987年2月25日
- 湯沢質幸『日本漢字音史論考』勉誠社、1996年3月1日。ISBN 4585100075。
- 湯沢質幸『古代日本人と外国語―源氏・道真・円仁・通訳・渤海・大学寮』勉誠出版〈遊学叢書14〉、2001年3月1日。ISBN 4585040749。
- 湯沢質幸、松崎寛『音声・音韻探究法―日本語音声へのいざない』朝倉書店、2004年10月1日。ISBN 4254515030。
- 湯沢質幸『増補改訂 古代日本人と外国語 東アジア異文化交流の言語世界』勉誠出版、2010年11月8日。ISBN 4585280022。
- 湯沢質幸『近世儒学韻学と唐音―訓読の中の唐音直読の軌跡』勉誠出版、2014年3月14日。ISBN 458528012X。
- 湯沢質幸『漢字は日本でどう生きてきたか』開拓社〈開拓社言語・文化選書〉、2017年6月20日。ISBN 4758925682。
- 湯沢質幸『日本人は漢文をどう読んだか』勉誠社、2024年5月25日